# 韩国铁道9211系柴油动车组

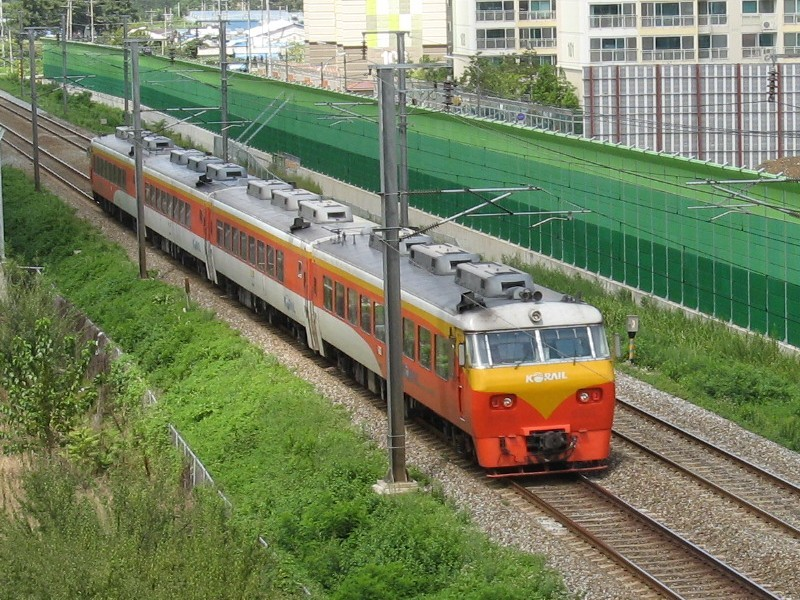
列车经过庆山市

韩国铁道9211系柴油动车组，或称无穷花号柴油动车组（朝鲜语：무궁화호 디젤 동차；英语：New Diesel Car，简称NDC）。是韩国铁道公社的一款柴油动车组，现在已经停止运营。

## 概况
本列车开始于1985年投入使用，主要是为了取代已经老化的9201系，一共36辆列车，全部由大宇重工业负责制造，列车的外涂装以橘红色和黄色涂装为主。在2008年，列车开始被9501系所逐步取代，直至2010年2月16日彻底停用。另外，本车也一度是大韩民国国务总理的专车。

## 营运情况
列车在停运前，曾在京春线和岭南地方营运，而且是以无穷花号的名义运营。

## 过去运行区间
- 京釜线、庆全线：大邱-马山、釜山-马山、大邱-晋州
- 京釜线：大邱-釜山
- 京釜线、东海南部线：釜山-太和江
- 大邱线、中央线：大邱-堤川
- 大邱线、中央线、东海南部线：东大邱-浦项、东大邱-太和江
- 京春线：清凉里-春川

## 编组
列车可以2-5节灵活编组，在实际编组中存在如下情况：
- Mc1-Tc（Mc2）：在马山-釜田运行，于2006年10月停用。
- Mc1-M1（M2）-Tc（Mc2）：在大邱-晋州、东大邱-太和江、釜山-太和江和釜山-庆州运行，于2006年停用。
- M1-M1-M2-Tc(Mc2) ：在大邱-釜山和马山-大邱运行，这也是最后停用的部分。